# Třída Mercy
Třída Mercy je třídou nemocničních lodí používaných námořnictvem Spojených států amerických jako námořní nemocnice. Jedná se o přestavěnou třídu supertankerů San Clemente. Sestává ze dvou jednotek. Obě jsou pod správou organizace Military Sealift Command. Žádná z těchto lodí není vybavena dělostřeleckými zbraněmi a střelba na ně je považována za válečný zločin.

## Stavba
Obě dvě nemocniční lodě této třídy postavila americká loděnice NASSCO v San Diegu.
Jednotky třídy Mercy:
| Jméno                  | Spuštěna | Vstup do služby   | Status   |
| ---------------------- | -------- | ----------------- | -------- |
| USNS Mercy (T-AH-19)   | 1975     | 8. listopadu 1986 | Aktivní. |
| USNS Comfort (T-AH-20) | 1976     | 1. prosince 1987  | Aktivní. |

## Konstrukce

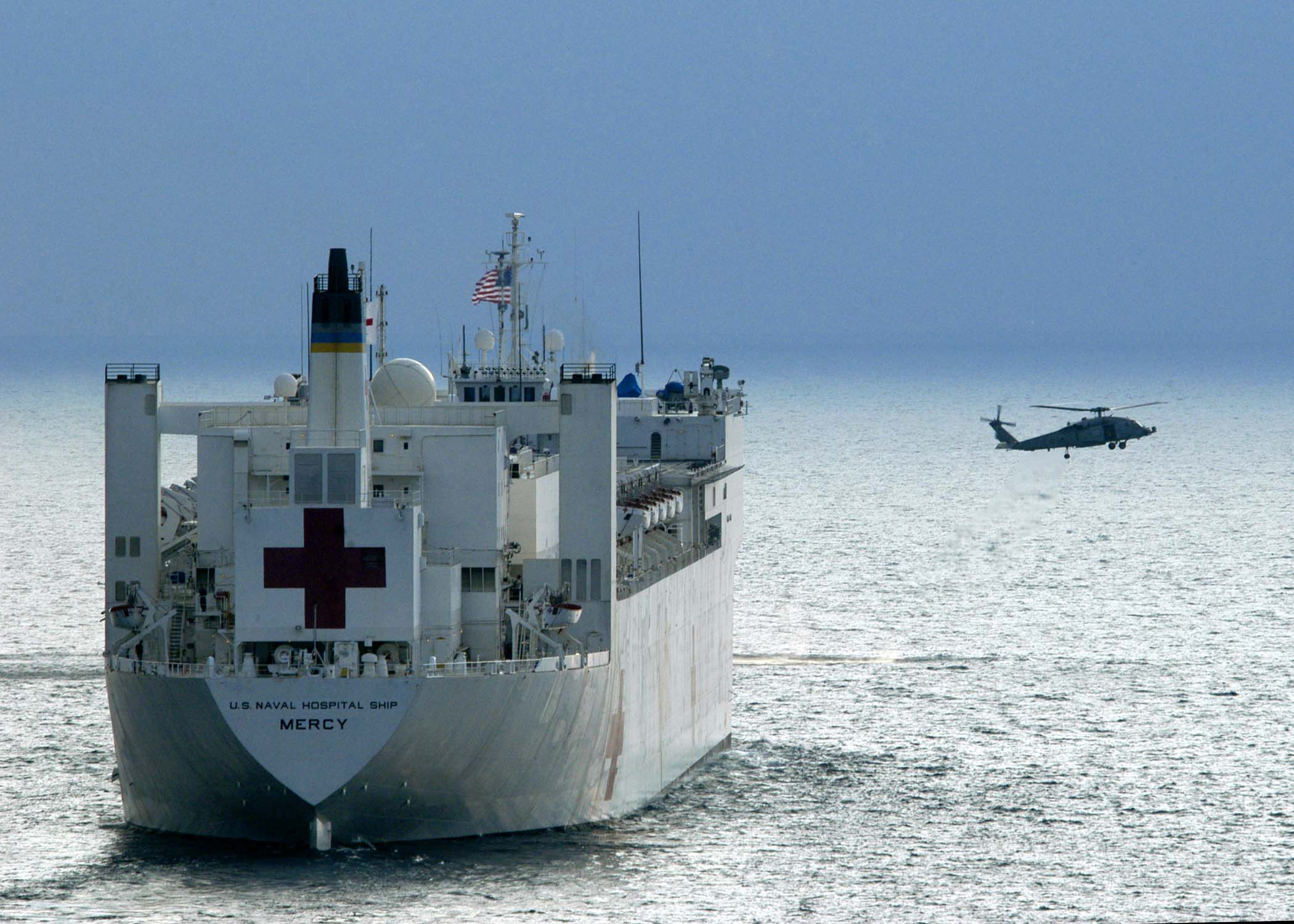
USNS Mercy s palubním vrtulníkem

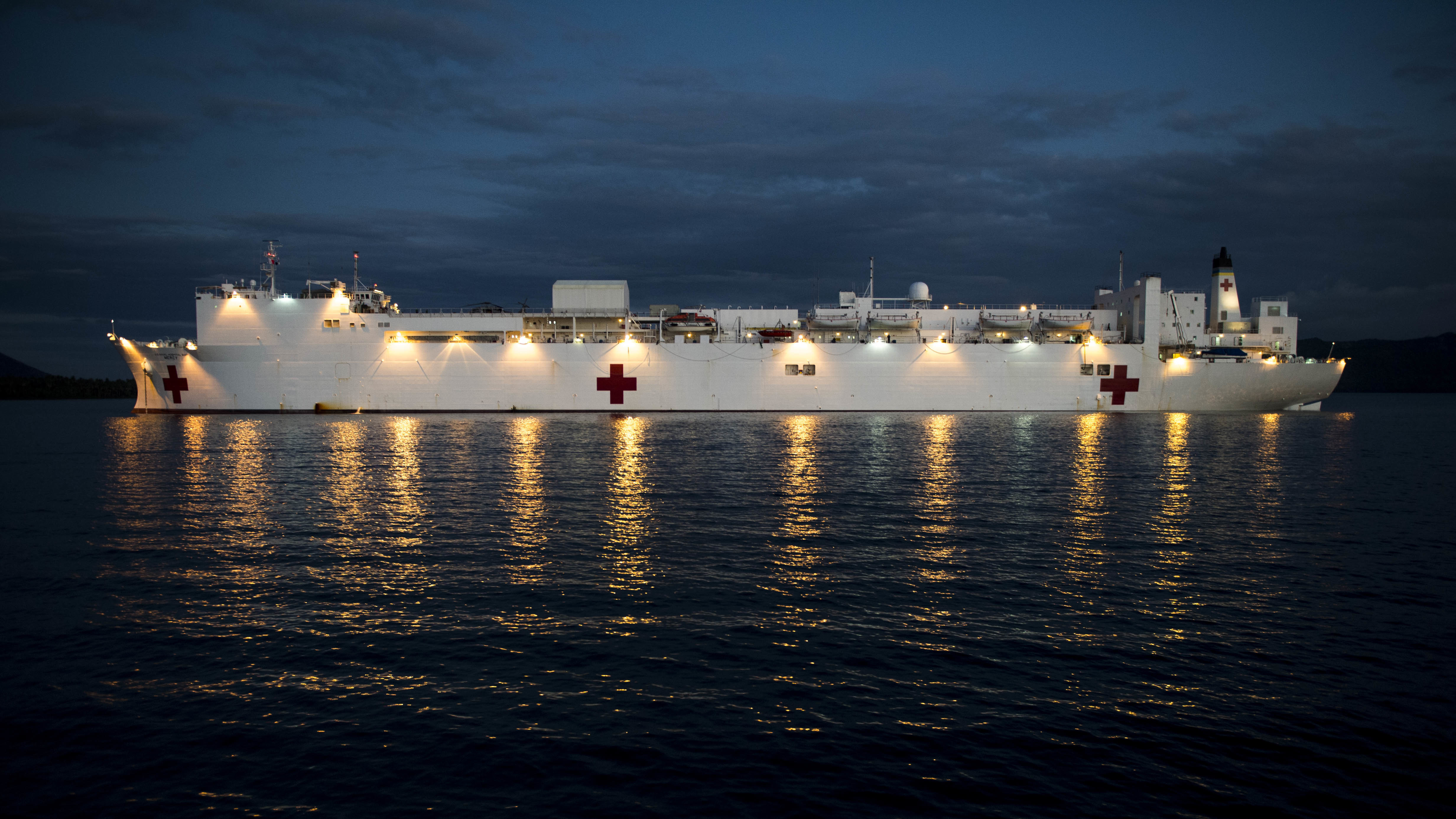
USNS Mercy

Pohonný systém tvoří dvě parní turbíny General Electric o výkonu 24 500 shp, pohánějící jeden lodní šroub. Nejvyšší rychlost dosahuje 17,5 uzlu. Dosah je 13 420 námořních mil při rychlosti 17,5 uzlu.